# Ellen Thomas
Ellen Dorothy Thomas (Sierra Leone, 3 februari 1956) is een in Sierra Leone geboren Britse actrice.

## Biografie
Thomas werd geboren en groeide op in Sierra Leone bij Britse ouders, zij ging als tiener naar Engeland waar zij in Streatham ging wonen voor haar acteercarrière.

## Carrière
Thomas begon in 1981 met acteren in de televisieserie Sunday Night Thriller, waarna zij nog meerdere rollen speelde in televisieseries en films. Zij is het meest bekend van haar rol als Liz Webb in de televisieserie Teachers (2001-2004) en van haar rol als Grace Olubunmi (2010-2011) en Claudette Hubbard (2015-heden) in de televisieserie EastEnders.

## Filmografie

### Films
Uitgezonderd korte films.
- 2022 The Pay Day - als mrs. Boomer
- 2022 Mrs. Harris Goes to Paris - als Violet Butterfield
- 2019 Cinderella: After Ever After - als Fairy Godmother
- 2018 The Queen and I - als Philomena Troussaint
- 2016 Golden Years - als Thelma
- 2013 It's a Lot - als oma
- 2013 The Love Punch - als Doreen
- 2011 Johnny English Reborn - als moeder van Tucker
- 2008 Clubbed - als mrs. Smith
- 2007 The Marchioness Disaster - als Linda Hunt
- 2006 Breaking and Entering - als rechter
- 2006 Losing It - als Paula
- 2006 Basic Instinct 2 - als aanklager
- 2002 Jeffrey Archer: The Truth - als eerste rechter
- 2001 Buried Treasure - als Martha
- 2001 South West 9 - als mrs. Ashware
- 2000 Where There's Smoke - als raadgever van Edwards
- 2000 Never Never - als Brenda
- 1999 The Secret Laughter of Women - als Bitter Leaf
- 1999 Wonderland - als Donna

### Televisieseries
Uitgezonderd eenmalige gastrollen.
- 2021 Arcane - als Ambessa Medarda (stem)  - 2 afl.
- 2020-2021 The Sandman - als Hecateae moeder - 21 afl.
- 2018-2020 In the Long Run - als mama - 13 afl.
- 2019 Dark Money - als Maggie Mensah - 4 afl.
- 2018-2019 Casualty - als Omo Masters - 7 afl.
- 2015-2017 Mount Pleasant - als Nana - 18 afl.
- 2015-2016 EastEnders - als Claudette Hubbard - 101 afl.
- 2015 Humans - als Lindsay Kiwanuka - 2 afl.
- 2010-2014 Rev. - als Adoha Onyeka - 18 afl.
- 2012 Casualty - als Florence Asike - 2 afl.
- 2011 EastEnders: E20 - als Grace Olubunmi - 2 afl.
- 2010-2011 EastEnders - als Grace Olubunmi - 21 afl.
- 2008-2011 Coming of Age - als schoolhoofd - 19 afl.
- 2009 Moses Jones - als Libby Jones - 2 afl.
- 2006-2007 Trial and Retribution - als rechter Joyce Addo - 2 afl.
- 2001-2004 Teachers - als Liz Webb - 39 afl.
- 2002 The Jury - als Ruby Thomas - 6 afl.
- 1997 Holding On - als Florrie - 8 afl.
- 1996 London Bridge - als Diane Symmons - 2 afl.
- 1994-1996 Cardiac Arrest - als Jackie Landers - 14 afl.
- 1996 Ruth Rendell Mysteries - als Laurette Akande - 3 afl.
- 1990 EastEnders - als Pearl Chadwick - 2 afl.
- 1987-1988 The Lenny Henry Show - als Rose - 12 afl.
- 1984 Shroud for a Nightingale - als hoofdverpleegster - 3 afl.